# Юла, Мамади
Мамади Юла (фр. Mamady Youla; род. 1961, Конакри, Гвинея) — гвинейский государственный и политический деятель, премьер-министр Гвинеи в 2015—2018 годах.

## Карьера
Мамади Юла родился в Конакри и начал обучение в Университете Феликса-Уфуэ-Буаньи, где в 1994 году получил степень DEA по макроэкономике. Он продолжил своё обучение в Париже, пройдя 3-й цикл по банковскому делу и финансам в Центре экономических и банковских финансовых исследований в Париже, затем работал в Международном валютном фонде в Вашингтоне. Юла проработал восемь лет в Центральном банке Гвинейской Республики, где занимал должность директора отдела исследований, исследований и публикаций.
В 2003 и 2004 годах Юла был советником премьер-министра по экономическим и горнодобывающим вопросам. В 2004 году он возглавил горнодобывающую компанию Guinea Alumina Corporation (GAC), а затем стал первым гвинейским руководителем транснациональной корпорации в горнодобывающем секторе. Во главе компании он совершил стратегическое слияние с компанией из ОАЭ Emirates Global Aluminium (EGA).